# Енні Оукл
Фібі Енн Моуз, відома як Енні Оуклі (англ. Annie Oakley, нар. 13 серпня 1860[…] , Огайо  — пом. 3 листопада 1926[…] , Грінвілл ), — американська стрільчиня, каскадерка, артистка цирку та феміністка, що прославилася влучністю та віртуозністю стрільби з рушниці. Навчила поводженню зі зброєю понад 15 тисяч жінок.

## Життєпис
Народилася 13 серпня 1860 року в штаті Огайо, шостою дитиною в сім'ї квакері. Коли їй було 6, у 1866 році батько помер від пневмонії. У 1870 році мати відправила Енні до місцевої родини, де вона провела два роки в наймах. Господарів вона називала «вовками». Коли мати знову одружилась, Енні змогла повернутися до рідних. Через бідність дівчинка рідко відвідувала школу, але згодом змогла отримати додаткову освіту.
В 1881 році в Цинциннаті мандрівний стрілець-шоумен Френсіс Батлер поставив 100 доларів в суперечці з місцевим власником готелю на те, що зможе побити будь-якого місцевого стрільця. 21-річна Енні Оукл кинула йому виклик і перемогла Батлера в організованому змаганні. 20 червня 1882 року вона одружилася з шоуменом.

## Кар'єра

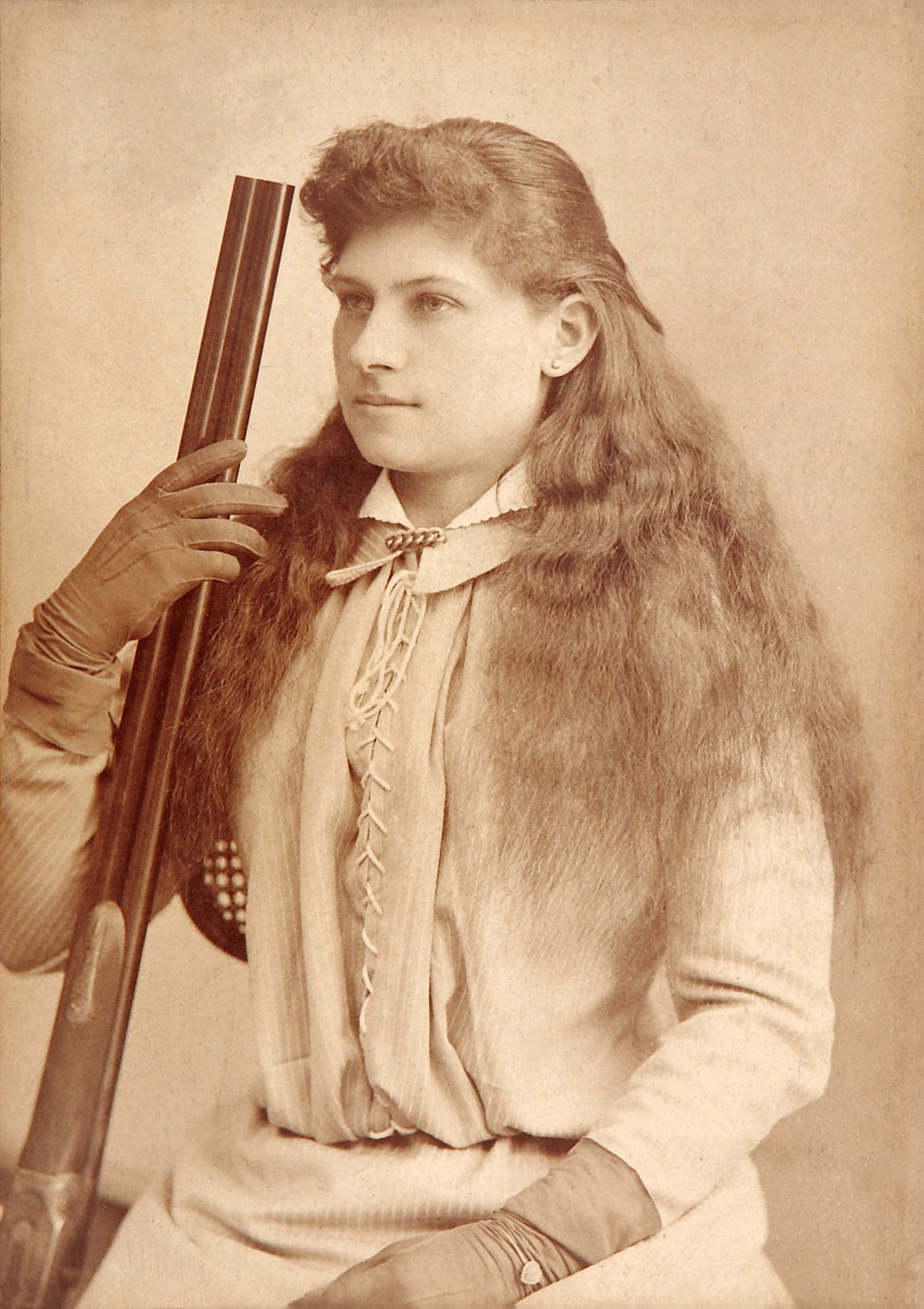
Енні Оуклі з рушницею, 1880-ті роки

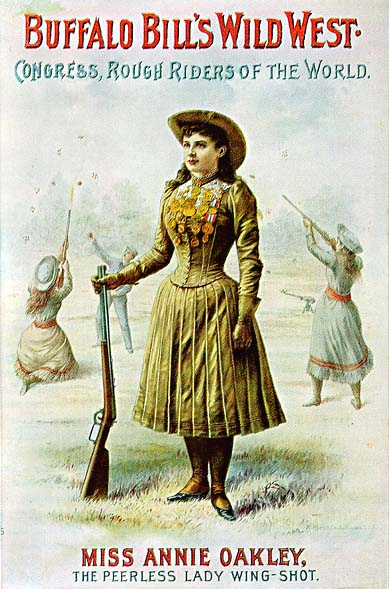
Енні Оуклі на постері шоу

У 1885 Енні Оуклі почала працювати в шоу Баффало Білла «Дикий захід», де стала справжньою зіркою. Вона прострілювала яблуко на голові свого чоловіка, зображення серця на червовому тузі, збивала пробки з пляшок, кулею задувала полум'я свічки і стріляла через плече назад, дивлячись у невелике дзеркало. З відстані 30 м з рушниці 22-го калібру Оуклі розривала на шматки гральну карту і робила в ній ще кілька дірок, перш ніж та падала на землю.
У Великій Британії Енні Оуклі виступала для королеви Вікторії, в Італії — для короля Умберто I, у Франції — для Марі Франсуа Саді Карно. За одним побажанням вона збила попіл з сигари недавно коронованого кайзера Німецької імперії Вільгельма II. 
У 1901 році Оуклі потрапила в залізничну катастрофу і отримала тимчасовий параліч. Після п'яти операцій вона відновилася. Покинувши в 1902 році шоу Баффало Білла, Оуклі почала виступати в написаній для неї виставі «The Western Girl», де виконувала роль Ненсі Беррі, яка використала пістолет, гвинтівку і мотузку, щоб перехитрити групу злочинців. 
Енні Оуклі навчила поводженню зі зброєю понад 15 тисяч жінок, будучи переконаною, що вміння поводитися зі зброєю для жінки — дієвий засіб самозахисту.
У 1903 році в газеті Вільяма Херста вийшла неправдива стаття, в якій Оуклі звинувачували в крадіжці штанів з метою покупки кокаїну. Попри неправдивість, репутації Оуклі ця інформація дуже зашкодила.

## Пізні роки
Енні Оуклі продовжувала встановлювати рекорди і в 60 років. Одночасно вона займалася благодійною діяльністю і виступала на захист прав жінок. У 1922 році на змаганнях в Північній Кароліні 62-річна Оуклі вразила всі 100 поставлених мішеней з відстані 16 ярдів (15 метрів).
У 1922 році Оуклі з чоловіком потрапили в автомобільну аварію, в результаті якої була вимушена носити ортопедичний апарат на правій нозі. У 1924 році знову повернулася до звичної діяльності. 
3 листопада 1926 роки Енні Оуклі померла від анемії. Похована Оуклі в Грінвіллі, штат Огайо. Батлер був пригнічений смертю дружини і помер через 18 днів після неї.

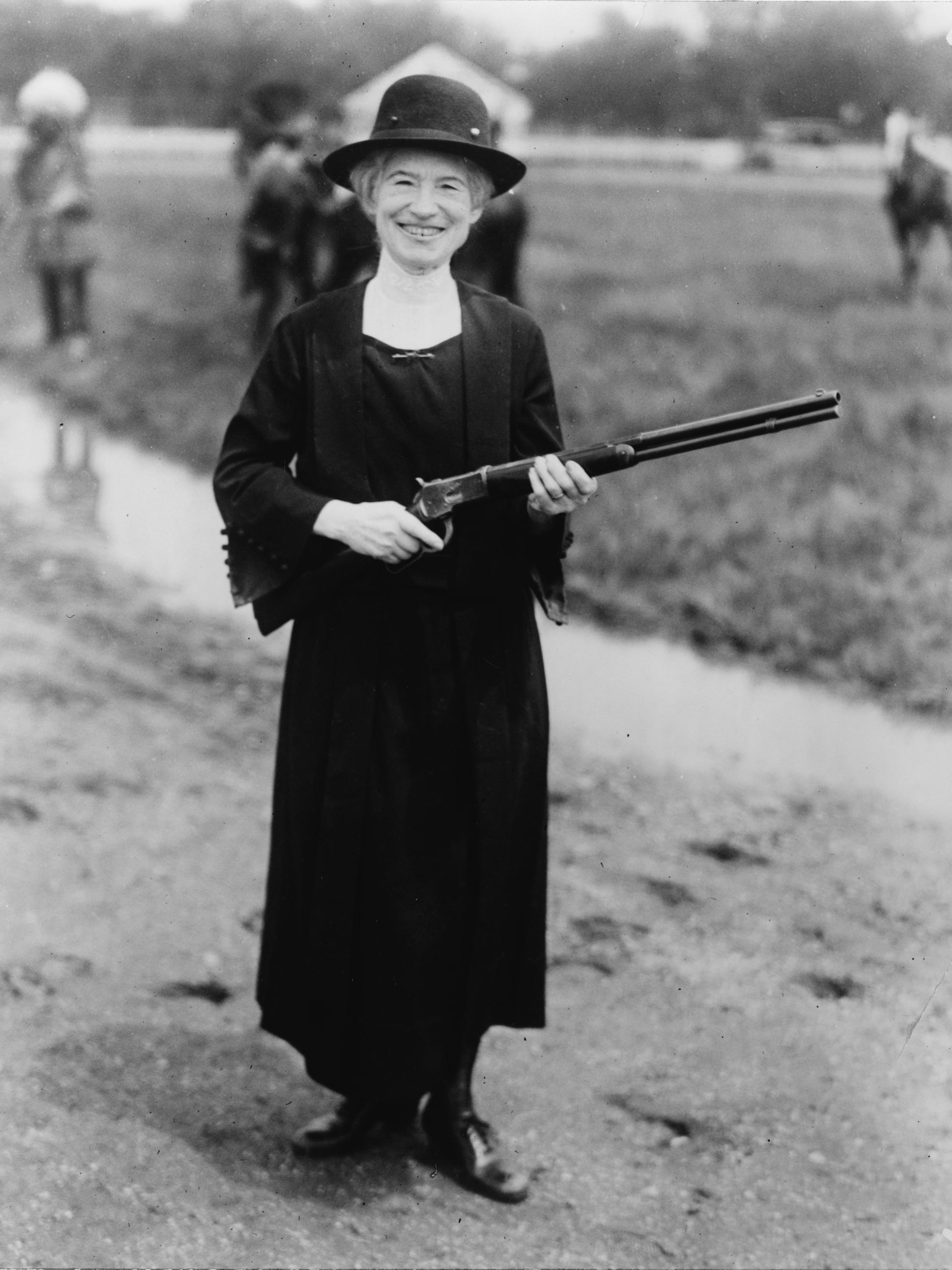
Енні Оуклі з рушницею, подарованою Баффало Біллом, 1922 рік